# Shirdi
Shirdi (hindi i marathi शिर्दी, trl. Śirdī, trb. Śirdi; ang. Shirdi) – indyjskie miasto znajdujące się w dystrykcie Ahmednagar, w stanie Maharashtra. Liczba mieszkańców w 2001 wynosiła 26 169.
Shirdi jest ważnym ośrodkiem kultu religijnego, ponieważ żył tam słynny mistrz duchowy hinduistyczny i muzułmański — Sai Baba z Shirdi. 
W Shirdi uprawiana jest trzcina cukrowa.